# Saint-Affrique
Saint-Affrique település Franciaországban, Aveyron megyében. Lakosainak száma 7924 fő (2022. január 1.). Saint-Affrique Calmels-et-le-Viala, Les Costes-Gozon, Gissac, Roquefort-sur-Soulzon, Saint-Jean-d’Alcapiès, Saint-Jean-et-Saint-Paul, Saint-Rome-de-Cernon, Saint-Rome-de-Tarn, Vabres-l’Abbaye és Versols-et-Lapeyre községekkel határos.

## Népesség
A település népessége az elmúlt években az alábbi módon változott:
| Lakosok száma | 7674 | 8475 | 7798 | 8022 | 8251 | 8236 | 8089 | 8023 | 8018 | 7924 |
|               | 1968 | 1982 | 1990 | 2006 | 2013 | 2015 | 2017 | 2019 | 2020 | 2022 |